# La Meca
La Meca (en árabe: مكة المكرمة‎ [Makkah al-Mukarrama] o simplemente مكة [Makkah]) es la principal ciudad de la región del Hiyaz, en la actual Arabia Saudita, y una de las más importantes de la península de Arabia. Está situada al oeste de la península y cuenta con 2 385 509 habitantes (censo de 2022), localizada en un estrecho valle, a 277 m sobre el nivel del mar; se ubica a 80 km del mar Rojo.
El nombre completo que lleva desde tiempos musulmanes es Makka al-Mukarrama, que significa "Makkah, con honor". Ptolomeo, en el siglo II, se refirió a ella con el nombre de Makoraba, helenización del árabe Makkah Harb, o "Meca de Harb" (nombre de una tribu).
Ciudad natal de Mahoma, es la más importante de todas las ciudades santas del islam, visitada cada año por millones de peregrinos. Antes de que Mahoma predicara el islam, esta era ya para los paganos una ciudad santa, con varios lugares de importancia religiosa, entre ellos el más importante de todos: la Kaaba.
Para los musulmanes, el peregrinaje a La Meca forma parte de uno de los aspectos fundamentales de su fe, los denominados pilares del islam. Cada año, cerca de tres millones de peregrinos se dirigen a la ciudad santa para realizar el peregrinaje mayor o Haŷŷ durante el mes musulmán de du l-hiyya.
Muchos más hacen la peregrinación menor o Umrah, que puede realizarse durante todo el año. Un cómputo aproximado de los musulmanes que visitan anualmente La Meca, alcanzaría los 13 millones de visitantes, sumando el peregrinaje mayor y menor. Muy pocos no musulmanes han podido ver los ritos y rituales del Haŷŷ, ya que está totalmente prohibida la entrada de no creyentes en La Meca y en Medina.

## Etimología y uso
«La Meca» es la forma española tradicional evolucionada del nombre árabe de la ciudad, aunque la transliteración oficial del gobierno saudí es Makkah, que se acerca más a la pronunciación árabe. En español, la palabra «Meca», que proviene del árabe hispánico Makka y este del árabe clásico Mákkah, ha terminado por ser usada para hacer referencia a un lugar donde acuden muchas personas por ser el centro principal o mejor sitio donde se realiza algo. Este uso, que se extiende también a otras lenguas, resulta ofensivo para muchos musulmanes. El gobierno saudí adoptó la forma Makkah como escritura oficial en los años 1980, pero esta no es usada de forma generalizada en todo el mundo. El nombre oficial completo de la ciudad es Macarama (المكرمة), pronunciado [makka lmukarrama] o [makkah almukarrama]), que significa «Meca la Honrada», pero que a veces se traduce como «La sagrada ciudad de la Meca».
El antiguo o primitivo nombre para el asentamiento de La Meca es Baca o Bakkah (también transliterado como Baka, Bakah, Bakka, Becca, Bekka, etc.). La etimología de esta palabra árabe, al igual que ocurre con el origen de la palabra Meca, es desconocida. Está bastante extendida la creencia de que se trata de un sinónimo de Meca, aunque se dice que más específicamente se trata del nombre primitivo del valle que allí se encuentra, mientras que los investigadores árabes lo usan generalmente para referirse a la zona sagrada de la ciudad que se encuentra en las inmediaciones de la Kaaba.
La forma Baca se usa en lugar de La Meca en el Corán en 3:96, mientras que la forma Meca se usa en 48:24. En el idioma surarábigo, el idioma hablado en la parte sur de la península arábiga en los tiempos de Mahoma, la «b» y la «m» podían intercambiarse. Otras referencias a La Meca en el Corán (6:92, 42:5) la llaman Umm al-Qura, que significa «madre de todos los asentamientos». Otro nombre para La Meca es Tihama.
Otro nombre para La Meca, o para las tierras salvajes y montañas que rodean la ciudad, según la tradición árabe e islámica, es Farán o Parán, y se refiere al desierto de Farán o Parán. La tradición árabe e islámica sostiene que la zona salvaje de Farán mencionada en la Biblia es, en términos generales, Tihama, y La Meca es el lugar donde se asentó Ismael. Abu Abdallah Yaqut ibn-Abdallah al-Rumi al-Hamawi, geógrafo sirio del siglo XII, escribió que Fārān era «una palabra hebrea arabizada. Uno de los nombres de La Meca mencionados en la Torá».

## Gobierno
La ciudad de La Meca está gobernada por el municipio homónimo, cuyo gobierno está formado por 14 miembros electos localmente y presididos por un alcalde (llamado Al-Amin) nombrado por el gobierno del país. El actual alcalde de la ciudad es Usama al-Bar.
La Meca es la capital de la provincia homónima, que incluye la ciudad de Yeda, la mayor de la provincia. El gobernador provincial fue, entre 2000 y 2007, año de su fallecimiento, el príncipe Abdul Majeed bin Abdulaziz Al Saud. El 16 de mayo de 2007, el príncipe Khalid bin Faisal Al Saud fue nombrado nuevo gobernador.

## Historia

### Historia anterior a Mahoma
Según la tradición islámica es Adán quien lleva a cabo la primera construcción en La Meca a petición de Alá. Con el tiempo la construcción va desapareciendo hasta los días de Ismael y Abraham. Sarai, esposa de Abraham al ser estéril, ofreció a su esclava Agar a Abraham. Agar concibe pronto. Sarai, celosa, trata a Agar duramente, forzándola a huir con su hijo al desierto. Al estar ambos al borde de morir de sed, aparece ante la madre de Ismael un ángel y le pide que golpee el suelo. Al golpearlo comienza a brotar del suelo agua y se forma el pozo de Zamzam. Alrededor de este pozo se instalan junto con más gente del desierto y surge Meca (Beka).

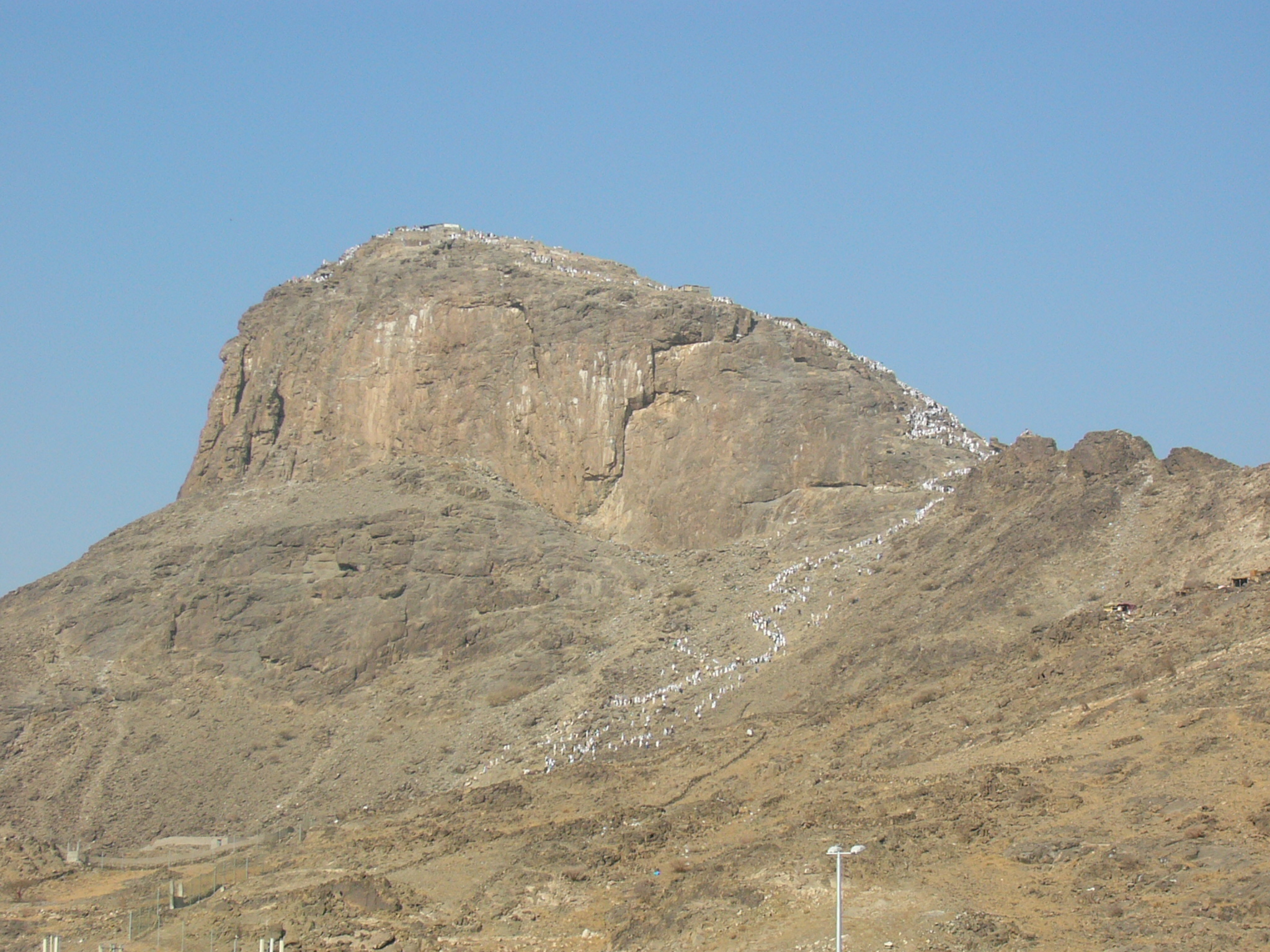
Monte Yabal al-Nur, donde se encuentra la cueva de Hira en la que Mahoma tuvo las revelaciones del ángel Gabriel.

Tras varias visitas de Abraham a Ismael, Abraham se propone, por petición de Alá, construir la habitación de la Kaaba para que la gente peregrine a este lugar. Con el tiempo se fue olvidando el adorar a un solo dios, y las distintas tribus comenzaron a llegar a La Meca llevando sus dioses de piedra. La Meca se convirtió pronto en un lugar de peregrinaje para distintas formas de idolatría. Esta situación duró hasta que llegó Mahoma, quien "recordó" a los pueblos, entre otras cosas, el adorar solo a Alá sin asociarle nada.
Las duras condiciones de la península arábiga significaban, por lo general, un estado de conflicto constante entre las distintas tribus de Arabia, pero una vez al año se declaraba una tregua y convergían en La Meca en un peregrinaje anual. Este viaje se emprendía por razones religiosas, para rendir homenaje al santuario y para beber las aguas del Pozo de Zamzam. Pero también servía cada año como momento y lugar donde arbitrar las controversias, para resolver deudas y desarrollar el comercio en las ferias de La Meca. Estos eventos anuales de las tribus dieron un sentido de identidad común e hicieron de La Meca una ciudad muy importante en toda la península.
En el siglo V, la tribu Quraysh se hizo con el control de La Meca y sus miembros se convirtieron en expertos mercaderes y comerciantes. En el siglo VI se sumaron al lucrativo comercio de especias, ya que las luchas en otras partes del mundo fueron motivo para desviar las rutas comerciales de las peligrosas rutas marítimas a las relativamente más seguras rutas terrestres.

### Mahoma

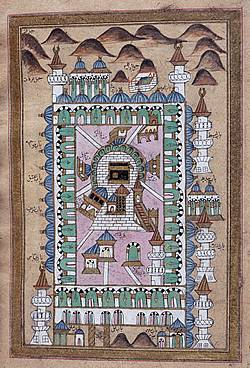
Mapa otomano de 1787 de la Masyid al-Haram y otros enclaves religiosos cercanos como Yabal al-Nur.

Era miembro de una pequeña facción, la hachemita, de la tribu gobernante Quraysh. Después de que comenzara a recibir revelaciones y empezara la predicación en contra del paganismo de la ciudad, emigró (véase Hégira) en el año 622 con algunos seguidores a la ciudad de Medina, y lanzó una serie de redadas contra el comercio de La Meca, atacando caravanas. En la batalla de Badr diezmó el liderazgo que ostentaba La Meca y ganó para sí un considerable prestigio entre las tribus beduinas. El conflicto siguió, como en la batalla de Uhud y la batalla de la Trinchera.
En 628, Mahoma adoptó una postura más pacífica: él y algunos seguidores trataron de entrar en La Meca en peregrinación para mostrar que los rituales tradicionales podrían ser adoptados por el islam. Con el tratado de Hudaybiyyah se acordó una tregua que permitiría a los musulmanes entrar en la ciudad. Dos años después, la tregua se rompió, pero en lugar de combatir, la ciudad de La Meca simplemente se entregó a Mahoma, quien declaró la amnistía para los habitantes y dio generosos regalos a los principales Quraysh.
Realizó así los principales cambios, ordenó retirar y destruir todas las imágenes de culto del interior de la Kaaba, que se convertía en ese momento en el lugar más sagrado para el islam y centro de la peregrinación musulmana. Regresó a Medina después de nombrar a Attab Bin Usaid gobernador con un sueldo de 1 dirham al día. Muchas de las tribus arábicas decidieron aceptar el islam como su propia fe. Mahoma logró entonces algo que parecía imposible: unir a las tribus guerreras de la península arábiga en una sola umma. Su predicación y coránicas visiones se basaron en una síntesis de múltiples sistemas de creencias, combinando elementos de la Arabia preislámica con ideas religiosas judías y cristianas.
Mahoma murió en 632, pero con el sentido de unidad que él había transmitido a los árabes, el islam comenzó una rápida expansión, y en los próximos cien años se extendió hasta África del Norte y Asia. A medida que el Imperio islámico crecía, La Meca continuó atrayendo peregrinos, no solo de Arabia, sino en adelante de todo el Imperio.
Otro cambio importante fue que los musulmanes se habían postrado en dirección a Jerusalén en sus oraciones diarias, pero, tras su enfrentamiento con la comunidad judía de Medina, Mahoma aseguró que había descendido una aleya del Corán (Qur'an), revelándole el cambio de esta práctica y exigiendo a todos mirar hacia la Kaaba en su lugar.

### Historia política
A lo largo de la historia islámica, La Meca nunca ha sido capital de ningún califato. La emigración de Mahoma a Medina estableció la ciudad como la primera capital de la Umma. Ali Ibn Abi Tálib, yerno de Mahoma y el cuarto de los llamados califas bien guiados, trasladó la capital de la Ummah a Kufa, en Irak. La ciudad volvió a entrar brevemente en la historia política islámica cuando un grupo liderado por Abd Allah ibn al-Zubayr, se opuso a los nuevos califas omeyas. El califa Yazid I sitió La Meca en el 683. Cuando la Dinastía de los Omeyas tomó el poder, trasladó la capital a Damasco, en Siria, y luego el Califato Abbasí transfirió la capital a Bagdad, en Irak. El centro de la Úmmah musulmana permaneció en Bagdad durante casi 500 años, y floreció como centro de investigación y comercio. Sin embargo, La Meca no permaneció al margen de la lucha entre facciones musulmanas. En el año 930 los cármatas conquistaron y saquearon la ciudad, apoderándose de la piedra negra de la Kaaba, que no devolverían hasta varias décadas después.

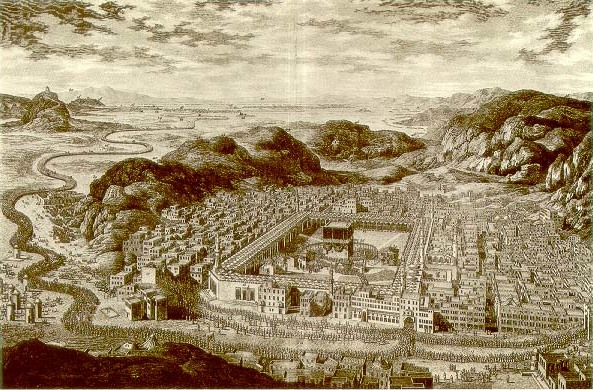
La Meca en 1850

En el siglo XIII, los mongoles invadieron Bagdad y saquearon la ciudad. Este evento fue una de las acciones más detestadas en la historia islámica. Poco después de la batalla de Bagdad (1258), los mongoles reaparecen en el oeste y conquistan Siria. El Cairo, que en árabe significa "La triunfante" o "La radiante", emerge rápidamente como el nuevo centro de poder en la Umma. Cuando el Imperio otomano se volvió poderoso, la capital se trasladó a Estambul (Constantinopla). Cuando los peregrinos llegaban para el Hach, a menudo financiaban el viaje con los bienes que se podrían vender en los mercados de La Meca, y adquirían bienes que podrían vender cuando regresaran a casa.
Posteriormente, la ciudad jugó poco papel en la política, ya que más bien era una ciudad destinada a la devoción. Durante siglos fue regida por los hachemitas, jerifes de La Meca, descendientes de Mahoma por su nieto Hasan ibn Ali. Los jerifes gobernaban en nombre del califa o cualquier gobernante musulmán, y se habían destacado como los guardianes de las Dos Mezquitas Sagradas.

### Invasión otomana

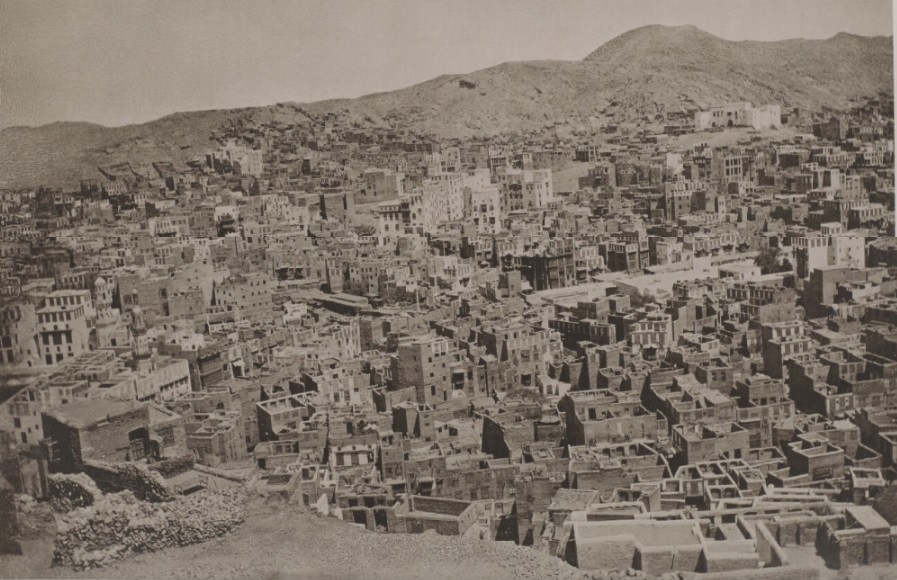
La Meca en la década de 1880

En el siglo XVI, los turcos se apoderaron de la ciudad, que quedó bajo su dominio aunque dejaron que siguieran administrándola los jerifes hachemíes, descendientes de Mahoma y de su yerno Ali. En 1916 el jerife Husayn ibn Ali se convierte en rey del Hiyaz tras un levantamiento contra el poder otomano, que se conocería como Rebelión Árabe. La Meca fue capital de este efímero reino, que en 1924 fue conquistado por los saudíes y anexionado a su reino de Arabia central (en 1932 ambos territorios pasarían a llamarse Arabia Saudita).

## Clima
La Meca cuenta con un clima extremadamente árido. A diferencia de otras ciudades de Arabia Saudita, La Meca mantiene su temperatura cálida durante el invierno, que puede variar de entre 18 °C durante la noche, a 30 °C por las tardes. Las temperaturas en verano son consideradas muy calurosas, a menudo superan los 40 °C por las tardes, cayendo a 30 °C por las noches. Las lluvias suelen caer en pequeñas cantidades entre los meses de noviembre y enero.
Debido a esta escasez, las precipitaciones suponen una amenaza de inundación y han sido un peligro desde tiempos remotos. En el último siglo, la más severa ocurrió en 1942. Desde entonces, se han construido varias presas para solucionar el problema.
| Parámetros climáticos promedio de La Meca    | Parámetros climáticos promedio de La Meca | Parámetros climáticos promedio de La Meca | Parámetros climáticos promedio de La Meca | Parámetros climáticos promedio de La Meca | Parámetros climáticos promedio de La Meca | Parámetros climáticos promedio de La Meca | Parámetros climáticos promedio de La Meca | Parámetros climáticos promedio de La Meca | Parámetros climáticos promedio de La Meca | Parámetros climáticos promedio de La Meca | Parámetros climáticos promedio de La Meca | Parámetros climáticos promedio de La Meca | Parámetros climáticos promedio de La Meca |
| Mes                                          | Ene.                                      | Feb.                                      | Mar.                                      | Abr.                                      | May.                                      | Jun.                                      | Jul.                                      | Ago.                                      | Sep.                                      | Oct.                                      | Nov.                                      | Dic.                                      | Anual                                     |
| -------------------------------------------- | ----------------------------------------- | ----------------------------------------- | ----------------------------------------- | ----------------------------------------- | ----------------------------------------- | ----------------------------------------- | ----------------------------------------- | ----------------------------------------- | ----------------------------------------- | ----------------------------------------- | ----------------------------------------- | ----------------------------------------- | ----------------------------------------- |
| Temp. máx. abs. (°C)                         | 37.4                                      | 38.3                                      | 42.4                                      | 44.7                                      | 49.4                                      | 51.8                                      | 49.8                                      | 49.7                                      | 49.4                                      | 47.0                                      | 41.2                                      | 38.4                                      | 51.8                                      |
| Temp. máx. media (°C)                        | 30.5                                      | 31.7                                      | 34.9                                      | 38.7                                      | 42.0                                      | 43.8                                      | 43.0                                      | 42.8                                      | 42.8                                      | 40.1                                      | 35.2                                      | 32.0                                      | 38.1                                      |
| Temp. media (°C)                             | 24.0                                      | 24.7                                      | 27.3                                      | 31.0                                      | 34.3                                      | 35.8                                      | 35.9                                      | 35.7                                      | 35.0                                      | 32.2                                      | 28.4                                      | 25.6                                      | 30.8                                      |
| Temp. mín. media (°C)                        | 18.8                                      | 19.1                                      | 21.1                                      | 24.5                                      | 27.6                                      | 28.6                                      | 29.1                                      | 29.5                                      | 28.9                                      | 25.9                                      | 23.0                                      | 20.3                                      | 24.7                                      |
| Temp. mín. abs. (°C)                         | 11.0                                      | 10.0                                      | 13.0                                      | 15.6                                      | 20.3                                      | 22.0                                      | 23.4                                      | 23.4                                      | 22.0                                      | 18.0                                      | 16.4                                      | 12.4                                      | 10.0                                      |
| Precipitación total (mm)                     | 20.8                                      | 3.0                                       | 5.5                                       | 10.3                                      | 1.2                                       | 0.0                                       | 1.4                                       | 5.0                                       | 5.4                                       | 14.5                                      | 22.6                                      | 22.1                                      | 111.8                                     |
| Días de precipitaciones (≥ 1 mm)             | 4.0                                       | 0.9                                       | 1.8                                       | 1.8                                       | 0.7                                       | 0.0                                       | 0.3                                       | 1.5                                       | 2.0                                       | 1.9                                       | 3.9                                       | 3.6                                       | 22.4                                      |
| Humedad relativa (%)                         | 58                                        | 54                                        | 48                                        | 43                                        | 36                                        | 33                                        | 34                                        | 39                                        | 45                                        | 50                                        | 58                                        | 59                                        | 59                                        |
| Fuente n.º 1: Jeddah Regional Climate Center |                                           |                                           |                                           |                                           |                                           |                                           |                                           |                                           |                                           |                                           |                                           |                                           |                                           |
| Fuente n.º 2: Weather2Travel (sunshine)      |                                           |                                           |                                           |                                           |                                           |                                           |                                           |                                           |                                           |                                           |                                           |                                           |                                           |

## Los lugares santos

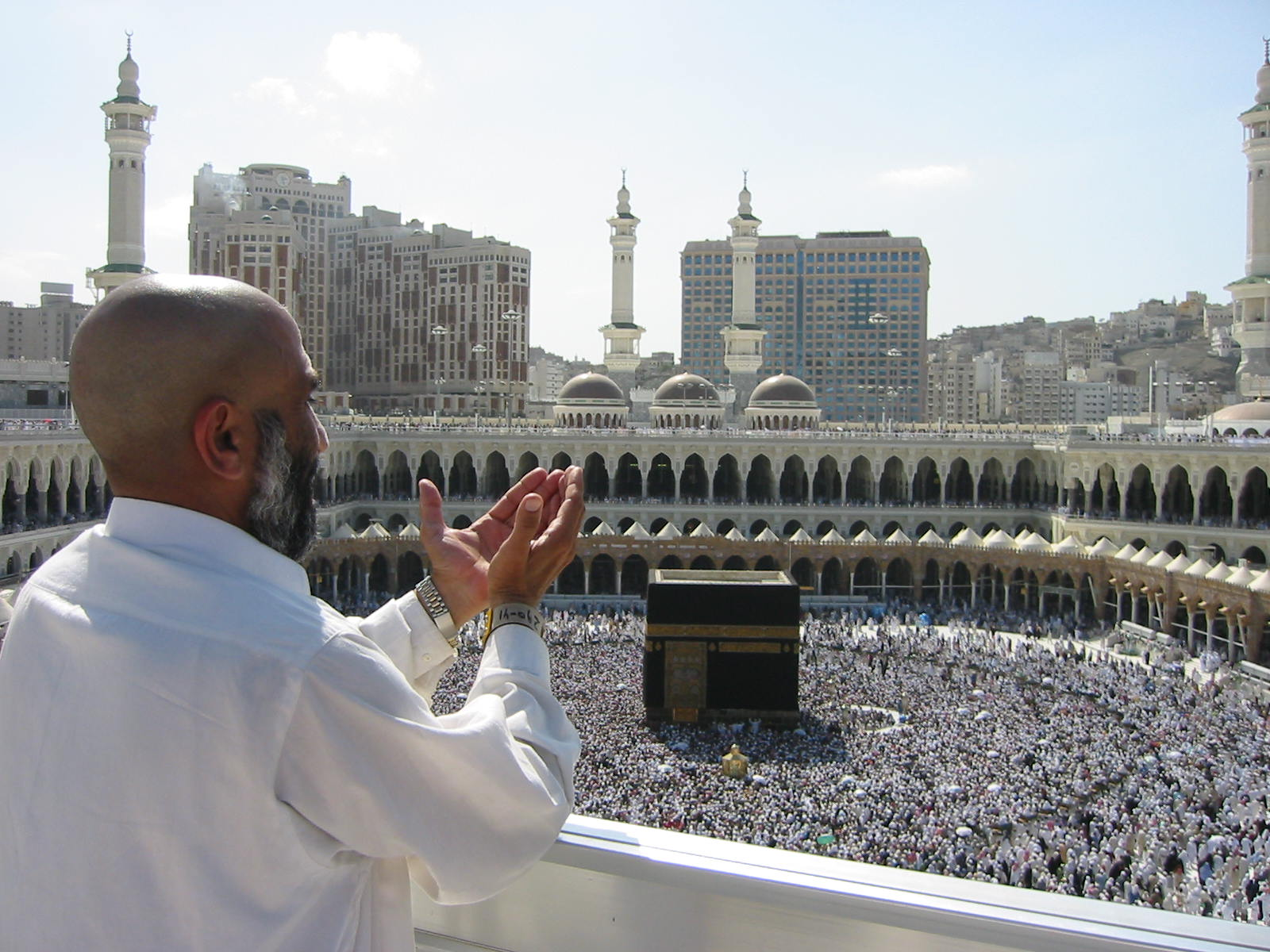
Un peregrino orando en la mezquita Masyid al-Haram de La Meca.

La principal industria en La Meca en la época moderna sigue siendo acoger a la peregrinación anual del Hach, así como a los peregrinos que visitan la ciudad en todas las demás épocas del año. Las principales paradas de su visita son la mezquita Masyid al-Haram y el pozo de Zamzam.

### Mezquita Masyid al-Haram
La Masyid al-Haram (en árabe المسجد الحرام, "la mezquita sagrada") es la mezquita más importante de la ciudad de La Meca y el primer lugar santo del islam. Es considerada la mezquita más grande del mundo.
La actual mezquita data de 1570. Tiene la forma de un cuadrado central rodeado por muros de piedra. Alrededor del santuario interior existe un pavimento de mármol, el mataf. En el centro del patio central se encuentra la Kaaba, el templo más sagrado del islam.
La primera mezquita se construyó en el año 638, cuando el aumento de los musulmanes llevó al califa Úmar ibn al-Jattab a ampliar el lugar. Los otomanos la agrandaron otra vez y la reformaron en su estilo en 1570. Desde los años 1990 el gobierno saudí inició un gran programa de ampliación del patio exterior y la creación de accesos, destruyendo antiguas mezquitas y cementerios que había alrededor (destrucción de patrimonio islámico en Arabia Saudí).

### Kaaba

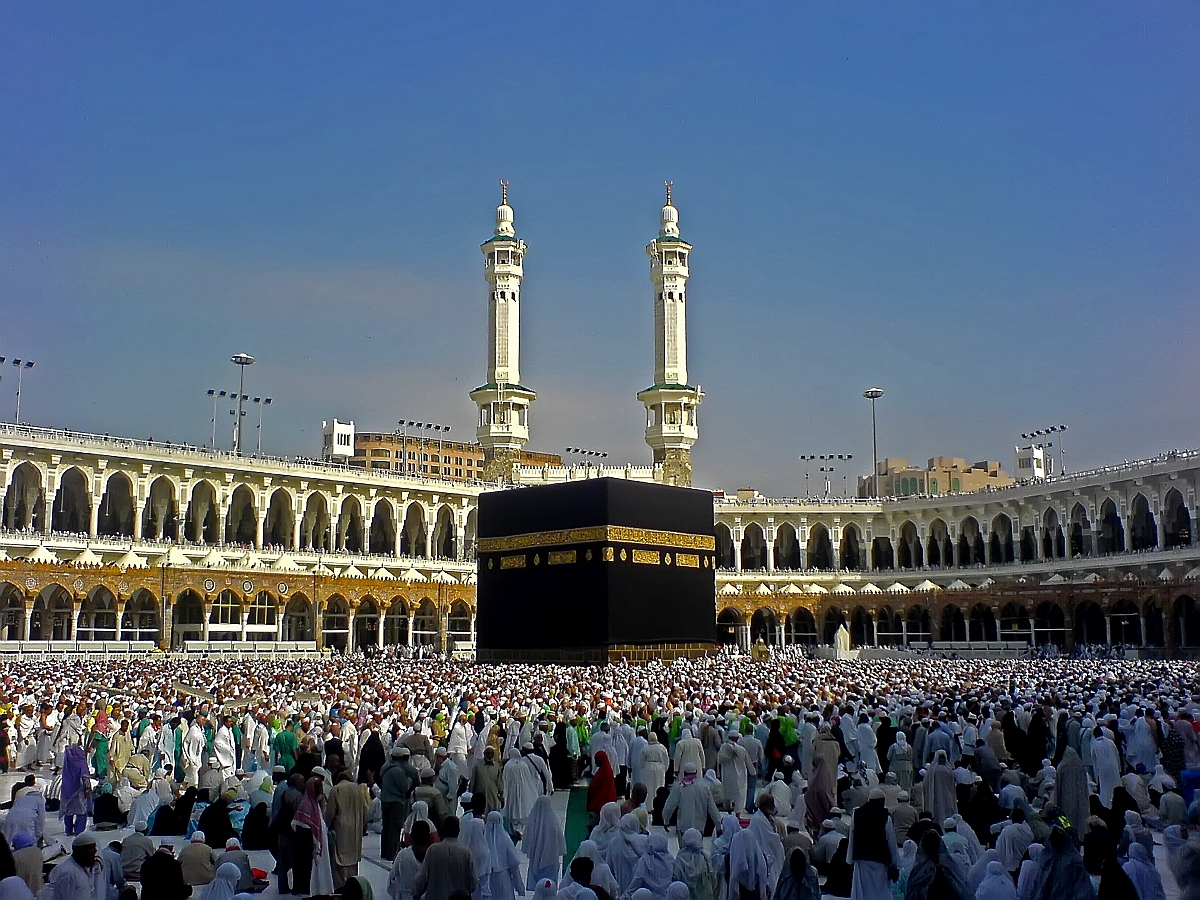
La Kaaba

La Kaaba (en árabe: الكعبة‎, al-ka‘ba, lit. 'el dado' o 'el cubo'), la «casa de Dios», es un fragmento de meteorito recubierto de la kiswa —una tela de seda negra con caligrafías bordadas en oro de la profesión de fe musulmana y versos coránicos— hacia el cual todos los musulmanes oran cinco veces al día. La dirección de la oración se conoce con el nombre de alquibla, que está representada por uno de los muros de la mezquita, fácilmente reconocible porque en él se abre el nicho llamado mihrab.
Todos los peregrinos están obligados a caminar a la izquierda alrededor de la Kaaba siete veces y tienen que intentar tocar la esquina de la Piedra Negra, en un ritual llamado Tawaf.

### Pozo de Zamzam
Los musulmanes creen que el Pozo de Zamzam fue revelado a Agar, madre de Ismael, ya que ella fue a buscar agua desesperadamente para su hijo pequeño. No encontró agua hasta que descubrió el Zamzam, que calmó la sed del pequeño. La Meca se halla en un valle seco caliente con pocas fuentes de agua, y según la tradición, el agua del Zamzam está bendecida por Dios.
Se cree que el agua de Zamzam tiene propiedades especiales, que calma el hambre y cura enfermedades. Son pocos los peregrinos que regresan de su peregrinación sin una botella con agua de Zamzam. Es el agua que se sirve al público a través de refrigeradores en todo el Masyid al-Haram en La Meca y la Masyid al-Nabawi en Medina. Todos los peregrinos hacen todo lo posible para beber de esta agua durante su peregrinación y algunos mojan sus hábitos del ihram en ella, de modo que la tela se podrá utilizar para su propio entierro, como mortaja cuando mueran.

### Mina y Monte Arafat

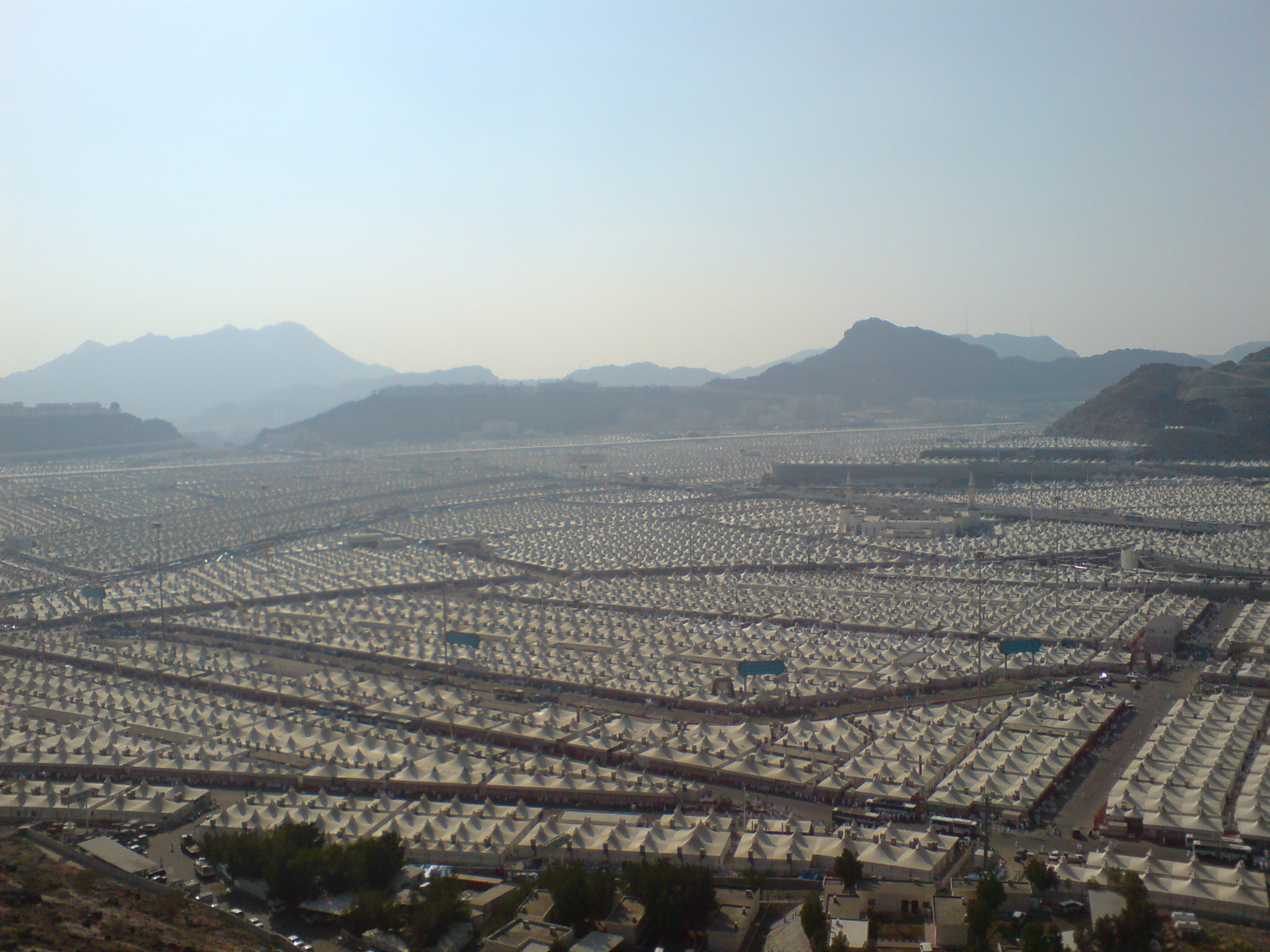
Mina en 2007

Durante el peregrinaje mayor, los peregrinos viajan hacia Mina, un pequeño pueblo cercano, en el que el diablo está representado por un muro de 26 metros. Los peregrinos lo apedrean simbólicamente, en lo que se denomina la Lapidación del diablo. Hasta el año 2004 el diablo estaba representado por tres columnas, pero entonces el gobierno saudí las sustituyó por el citado muro. Después de Mina, los peregrinos se dirigen al monte Arafat, de 70 metros de altura, lugar destinado a la oración. Se cree que fue ahí donde el profeta Mahoma pronunció su discurso final.

## Incidentes en La Meca
Un número importante de peregrinos viajan anualmente para participar en el Haŷŷ en La Meca. Desde mediados del siglo XX, el constante incremento de peregrinos debido a la generalización de los transportes modernos y el gran aumento de la natalidad en los países musulmanes producen que con tanta gente reunida en un mismo sitio en un mismo momento, cualquier error en el control de la muchedumbre pueda ocasionar un auténtico desastre. Algunas de las tragedias más recientes han sido:

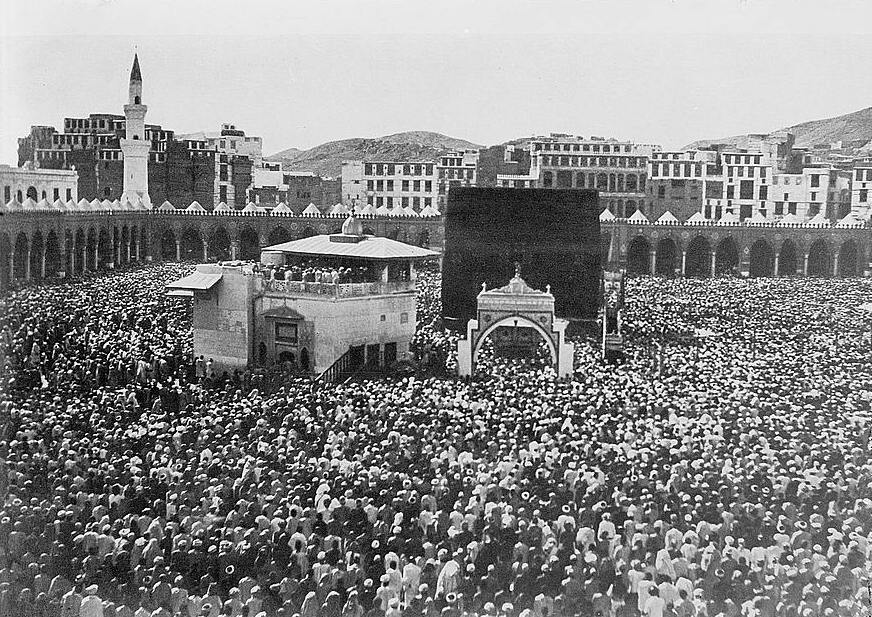
La Kaaba atestada de peregrinos en 1910

- Entre el 20 de noviembre y el 4 de diciembre de 1979, disidentes islamistas tomaron la mezquita de Al-Masjid al-Haram en el llamado Incidente de la Gran Mezquita. Fuerzas saudíes apoyadas por el GIGN asaltaron la mezquita con un saldo de 127 muertos entre las fuerzas del gobierno saudí y 117 fallecidos y 68 ejecutados entre los disidentes.
- El 31 de julio de 1987, unos 400 peregrinos chiíes, seguidores del ayatolá Ruhollah Jomeini, murieron por disparos de la policía saudí en una manifestación antiestadounidense.
- El 15 de julio de 1989, cinco palestinos murieron y 34 resultaron heridos al incendiarse un campamento de las proximidades de la ciudad santa.
- El 10 de julio de 1989, un doble atentado causa la muerte de una persona y heridas a otras 16. El 21 de septiembre de ese año, 16 chiíes de Kuwait fueron ejecutados acusados de ser los autores de los atentados.
- El 2 de julio de 1990, una estampida en el interior de un túnel peatonal que conduce a La Meca provocó la muerte de 1402 peregrinos.
- El 23 de mayo de 1994, una estampida mató a 270 peregrinos, en su mayoría turcos.
- El 15 de abril de 1997, 340 peregrinos murieron durante un incendio que arrasó unas 70 000 tiendas de campaña.
- 1998, 118 personas murieron cuando asistían a la lapidación simbólica del diablo.
- El 1 de febrero de 2004, 244 personas murieron y otras 244 resultaron heridas durante el ritual de la Lapidación del demonio.
- El 11 de septiembre de 2015, al menos 100 personas murieron y varias decenas resultaron heridas por la caída de una grúa sobre la gran mezquita de Al-Masjid al-Haram a causa de una tormenta de viento.
- El 24 de septiembre de 2015, una estampida durante la Lapidación del diablo acabó con la vida de entre 700 y 2400 personas, convirtiendo este incidente en el más mortífero o el segundo más mortífero de la historia, dependiendo de la fuente que se cite.

## Economía

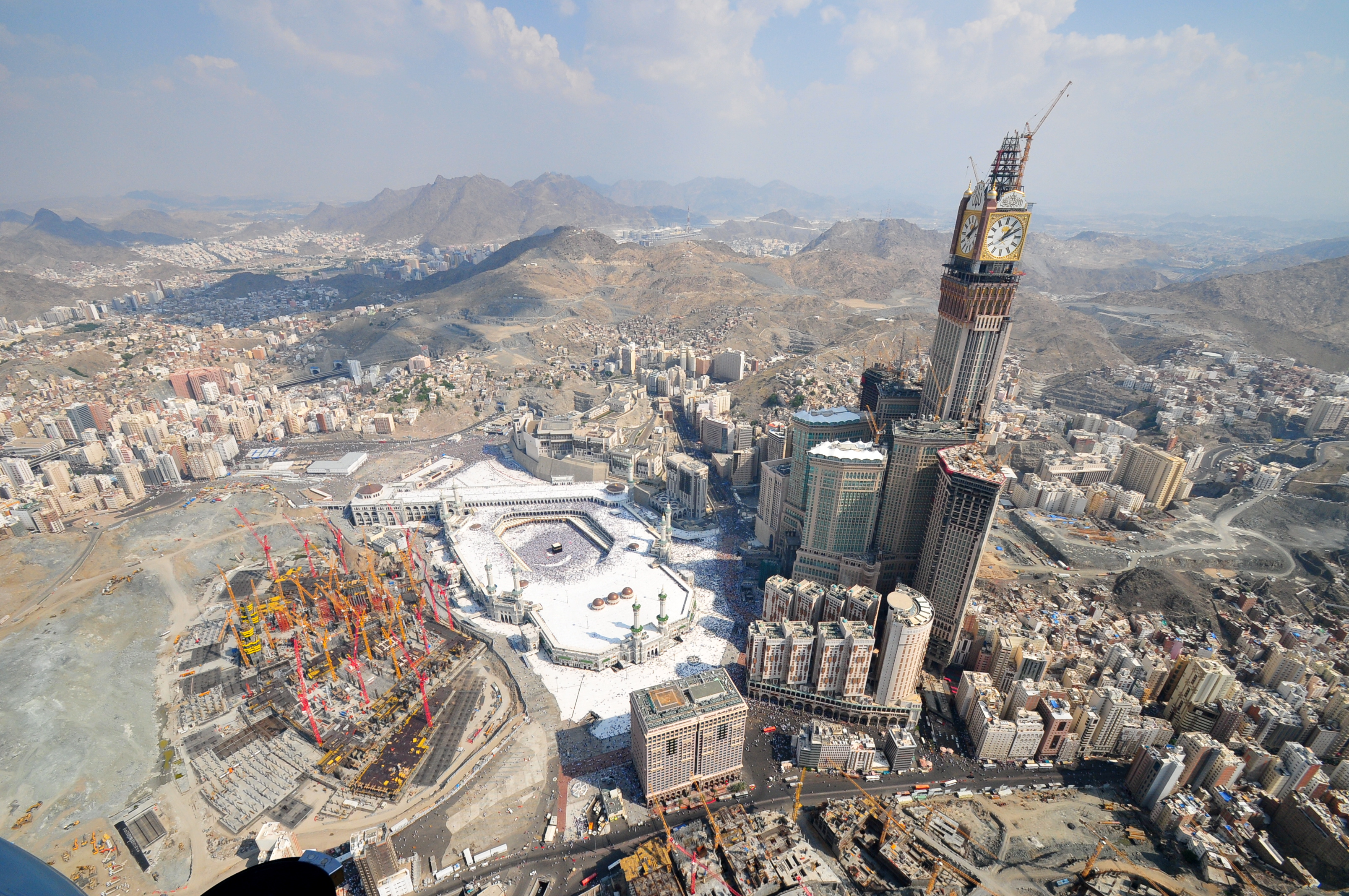
Abraj Al Bait en 2010

La economía de La Meca depende casi exclusivamente del dinero gastado por las personas que asisten al Hach. Durante esta peregrinación, ingresan a la ciudad más de 100 millones de dólares, y el gobierno saudí gasta cerca de 50 millones de dólares en servicios para los peregrinos.
Hay algunas industrias y fábricas en la ciudad, pero La Meca ya no desempeña un papel importante en la economía de Arabia Saudita, que se basa principalmente en las exportaciones de petróleo. Las pocas industrias que operan en La Meca son de textiles y muebles. El agua es escasa y los alimentos deben ser importados. [cita requerida]

## Sanidad
La asistencia sanitaria es proporcionada por el gobierno saudí de forma gratuita a todos los peregrinos. Hay siete hospitales principales en La Meca:
- Ajyad Hospital (en árabe: مستشفى أجياد)
- King Faisal Hospital (en árabe: مستشفى الملك فيصل)
- King Abdul Aziz Hospital (en árabe: مستشفى الملك عبدالعزيز)
- Sheesha Hospital (en árabe: مستشفى الششة)
- Al Noor Hospital (en árabe: مستشفى النور)
- Hira Hospital (en árabe: مستشفى حراء)
- Maternity and Children Hospital (en árabe: مستشفى الولادة والأطفال)
- King Abdullah Medical City (en árabe: مدينة الملك عبدالله الطبية)

Hay también muchas clínicas disponibles tanto para residentes como para peregrinos.